# Joseph Cazalis
Thomas Joseph Hilaire Cazalis (25 août 1795, Paris - 2 juin 1878, Paris), professeur de physique français. 

## Biographie
Fils d'un enseignant, Joseph Cazalis obtient les baccalauréats ès lettres et ès sciences, puis fait des études supérieures scientifiques de janvier 1814 à 1815 au Pensionnat normal, où il a comme répétiteur de physique Antoine Thillaye puis Claude Pouillet, et à la faculté des sciences de Paris, où il suit les cours de physique de Louis-Joseph Gay-Lussac et obtient la licence ès sciences. 
Il est nommé en 1816 agrégé de mathématiques élémentaires au collège royal de Clermont-Ferrand, puis l'année suivante professeur au collège royal de Rouen. En 1821 il devient professeur de physique dans le même établissement. En 1829 il succède à Claude Pouillet à la chaire de physique du collège royal Bourbon. 
Après la soutenance devant la faculté des sciences de Paris des thèses pour le doctorat ès sciences en juillet 1838 (thèse principale de physique : Propagation de la chaleur rayonnante au travers des corps), il est nommé maître de conférences de physique à l’École normale en octobre, succédant à Eugène Péclet, nommé inspecteur de l'académie de Paris. Il conserve sa chaire au collège royale Bourbon, où il se fait suppléer par Jules Jamin en 1843. Nommé en mars 1844 inspecteur de l'académie de Paris en remplacement de Isidore Geoffroy Saint-Hilaire, nommé inspecteur général des études, il quitte alors la maîtrise de conférences de l'École normale, remplacé par Blanchet, et la chaire de physique du collège royal Bourbon, remplacé par Frédéric de La Provostaye. Cazalis est ensuite nommé inspecteur général des études (21 janvier 1848), en remplacement de Louis Bourdon, puis inspecteur général de l'instruction publique jusqu'en 1852.